# Campeonato de Primera División 1944 (Argentina)
El Campeonato de Primera División 1944, fue la decimocuarta temporada y el decimosexto certamen de la era profesional de la Primera División de Argentina de fútbol. Se disputó entre el 16 de abril y el 26 de noviembre, en dos ruedas de todos contra todos. 
El campeón fue el Club Atlético Boca Juniors, que debió esperar para su consagración hasta la última fecha del certamen, en la que venció al Racing Club por 3 a 0, en el estadio de River Plate, ya que el suyo se hallaba clausurado. Obtuvo así su segundo bicampeonato.
El Club Atlético Banfield descendió a la Segunda División, al haber ocupado el último lugar en la tabla de posiciones.

## Ascensos y descensos
| Pos | Equipo ascendido |
| --- | ---------------- |
| 1.º | Vélez Sarsfield  |

| Pos  | Equipo descendido en la temporada 1943 |
| ---- | -------------------------------------- |
| 16.º | Gimnasia y Esgrima (LP)                |

## Equipos
| Equipo             | Ciudad       |
| ------------------ | ------------ |
| Atlanta            | Buenos Aires |
| Banfield           | Banfield     |
| Boca Juniors       | Buenos Aires |
| Chacarita Juniors  | Buenos Aires |
| Estudiantes        | La Plata     |
| Ferro Carril Oeste | Buenos Aires |
| Huracán            | Buenos Aires |
| Independiente      | Avellaneda   |
| Lanús              | Lanús        |
| Newell's Old Boys  | Rosario      |
| Platense           | Buenos Aires |
| Racing Club        | Avellaneda   |
| River Plate        | Buenos Aires |
| Rosario Central    | Rosario      |
| San Lorenzo        | Buenos Aires |
| Vélez Sarsfield    | Buenos Aires |

### Distribución geográfica de los equipos
| Región                 | Cant. | Equipos |
| ---------------------- | ----- | --- |
| Ciudad de Buenos Aires | 9     | Atlanta, Chacarita Juniors, Boca Juniors, Ferro Carril Oeste, Huracán, Platense, River Plate, San Lorenzo y Vélez Sarsfield |
| Conurbano bonaerense   | 4     | Banfield, Independiente, Lanús y Racing Club                                                                                |
| Ciudad de Rosario      | 2     | Newell's Old Boys y Rosario Central                                                                                         |
| Ciudad de La Plata     | 1     | Estudiantes |

## Tabla de posiciones final
| Pos. | Equipo             | Pts. | PJ | PG | PE | PP | GF | GC | Dif. |
| ---- | ------------------ | ---- | -- | -- | -- | -- | -- | -- | ---- |
| 1.º  | Boca Juniors       | 46   | 30 | 19 | 8  | 3  | 82 | 41 | 41   |
| 2.º  | River Plate        | 44   | 30 | 17 | 10 | 3  | 68 | 43 | 25   |
| 3.º  | Estudiantes (LP)   | 39   | 30 | 16 | 7  | 7  | 66 | 43 | 23   |
| 4.º  | San Lorenzo        | 34   | 30 | 12 | 10 | 8  | 61 | 49 | 12   |
| 5.º  | Independiente      | 33   | 30 | 11 | 11 | 8  | 55 | 45 | 10   |
| 6.º  | Racing             | 32   | 30 | 13 | 6  | 11 | 56 | 55 | 1    |
| 7.º  | Huracán            | 31   | 30 | 13 | 5  | 12 | 80 | 72 | 8    |
| 8.º  | Atlanta            | 31   | 30 | 11 | 9  | 10 | 63 | 58 | 5    |
| 9.º  | Newell's Old Boys  | 27   | 30 | 10 | 7  | 13 | 63 | 62 | 1    |
| 10.º | Vélez Sarsfield    | 27   | 30 | 10 | 7  | 13 | 45 | 49 | −4   |
| 11.º | Rosario Central    | 27   | 30 | 9  | 9  | 12 | 50 | 56 | −6   |
| 12.º | Platense           | 24   | 30 | 9  | 6  | 15 | 62 | 72 | −10  |
| 13.º | Ferro Carril Oeste | 23   | 30 | 7  | 9  | 14 | 44 | 67 | −23  |
| 14.º | Lanús              | 22   | 30 | 7  | 8  | 15 | 38 | 65 | −27  |
| 15.º | Chacarita Juniors  | 21   | 30 | 6  | 9  | 15 | 43 | 69 | −26  |
| 16.º | Banfield           | 19   | 30 | 4  | 11 | 15 | 47 | 77 | −30  |

|  | Campeón.                         |
|  | Descendió a la segunda división. |

## Descensos y ascensos
El descendido a segunda división fue Banfield, que fue reemplazado por Gimnasia y Esgrima (LP) en el Campeonato de Primera División 1945.

## Resultados
| Boca Juniors      | 5 - 1 | Ferro Carril Oeste | Boca Juniors       | 16 de abril |
| Platense          | 2 - 1 | Racing Club        | Platense           | 16 de abril |
| Independiente     | 2 - 2 | River Plate        | Independiente      | 16 de abril |
| Lanús             | 0 - 2 | Rosario Central    | Lanús              | 16 de abril |
| Atlanta           | 1 - 0 | Vélez Sarsfield    | Atlanta            | 16 de abril |
| Newell´s Old Boys | 3 - 0 | Banfield           | Newell´s Old Boys  | 16 de abril |
| Estudiantes (LP)  | 1 - 0 | Chacarita Juniors  | Estudiantes        | 16 de abril |
| Huracán           | 5 - 1 | San Lorenzo        | Ferro Carril Oeste | 16 de abril |

Fecha 2
25 de abril
- Chacarita Juniors 0 - Boca Juniors 2
- Banfield 0 - Independiente 1
- River Plate 5 - Huracán 3
- Ferro 3 - Platense 0
- San Lorenzo 2 - Atlanta 1
- Vélez Sarsfield 2 - Estudiantes (LP) 0
- Newell's Old Boys 4 - Lanús 1
- Racing Club 3 - Rosario Central 1

Fecha 3
30 de abril
- Boca Juniors 4 - Vélez Sarsfield 1
- Atlanta 1 - River Plate 3
- Estudiantes (LP) 2 - San Lorenzo 0
- Rosario Central 1 - Ferro 0
- Huracán 6 - Banfield 3
- Lanús 1 - Racing Club 0
- Independiente 4 - Newell's Old Boys 1
- Platense 4 - Chacarita Juniors 0

Fecha 4
7 de mayo
- San Lorenzo 2 - Boca Juniors 1
- River Plate 4 - Estudiantes (LP) 1
- Vélez Sarsfield 1 - Platense 1
- Independiente 1 - Lanús 1
- Newell's Old Boys 5 - Huracán 1
- Banfield 2 - Atlanta 3
- Chacarita Juniors 2 - Rosario Central 1
- Ferro 2 - Racing Club 2

Fecha 5
14 de mayo
- Boca Juniors 1 - River Plate 1
- Huracán 3 - Independiente 4
- Platense 0 - San Lorenzo 4
- Racing Club 3 - Chacarita Juniors 2
- Estudiantes (LP) 3 - Banfield 0
- Atlanta 1 - Newell's Old Boys 1
- Rosario Central 0 - Vélez Sarsfield 0
- Lanús 2 - Ferro 2

Fecha 6
21 de mayo
- Banfield 1 - Boca Juniors 1
- San Lorenzo 6 - Rosario Central 1
- Vélez Sarsfield 1 - Racing Club 0
- Newell's Old Boys 2 - Estudiantes (LP) 2
- Chacarita Juniors 4 - Ferro 2
- Huracán 5 - Lanús 2
- River Plate 2 - Platense 1
- Independiente 0 - Atlanta 0

Fecha 7
28 de mayo
- Rosario Central 1 - River Plate 1
- Atlanta 2 - Huracán 1
- Platense 3 - Banfield 3
- Lanús 0 - Chacarita Juniors 0
- Racing Club 4 - San Lorenzo 4
- Boca Juniors 3 - Newell's Old Boys 1
- Estudiantes (LP) 2 - Independiente 2
- Ferro 0 - Vélez Sarsfield 2

Fecha 8
4 de junio
- River Plate 5 - Racing Club 1
- Atlanta 1 - Lanús 3
- Independiente 4 - Boca Juniors 0
- Newell's Old Boys 4 - Platense 0
- Huracán 0 - Estudiantes (LP) 0
- San Lorenzo 4 - Ferro 1
- Banfield 1 - Rosario Central 3
- Vélez Sarsfield 3 - Chacarita Juniors 0

Fecha 9
11 de junio
- Boca Juniors 5 - Huracán 2
- Ferro 1 - River Plate 1
- Chacarita Juniors 1 - San Lorenzo 4
- Racing Club 1 - Banfield 3
- Rosario Central 1 - Newell's Old Boys 3
- Estudiantes (LP) 3 - Atlanta 1
- Lanús 3 - Vélez Sarsfield 1
- Platense 1 - Independiente 2

Fecha 10
18 de junio
- Atlanta 1 - Boca Juniors 3
- River Plate 1 - Chacarita Juniors 0
- Banfield 4 - Ferro 1
- San Lorenzo 2 - Vélez Sarsfield 0
- Huracán 5 - Platense 5
- Independiente 0 - Rosario Central 2
- Newell's Old Boys 1 - Racing Club 1
- Estudiantes (LP) 1 - Lanús 2

Fecha 11
25 de junio
- Vélez Sarsfield 1 - River Plate 2
- Boca Juniors 4 - Estudiantes (LP) 2
- Racing Club 4 - Independiente 2
- Lanús 2 - San Lorenzo 1
- Chacarita Juniors 4 - Banfield 1
- Platense 0 - Atlanta 4
- Ferro 4 - Newell's Old Boys 4
- Rosario Central 2 - Huracán 2

Fecha 12
2 de julio
- Boca Juniors 2 - Lanús 2
- River Plate 2 - San Lorenzo 1
- Estudiantes (LP) 3 - Platense 2
- Atlanta 3 - Rosario Central 2
- Newell's Old Boys 2 - Chacarita Juniors 1
- Banfield 1 - Vélez Sarsfield 1
- Huracán 4 - Racing Club 0

Independiente 0 - Ferro 1
Fecha 13
16 de julio
- Platense 2 - Boca Juniors 4
- Lanús 0 - River Plate 0
- Rosario Central 1 - Estudiantes (LP) 2
- Racing Club 5 - Atlanta 0
- San Lorenzo 3 - Banfield 3
- Ferro 0 - Huracán 1
- Vélez Sarsfield 3 - Newell's Old Boys 1
- Chacarita Juniors 2 - Independiente 2

Fecha 14
22 de julio
- Newell's Old Boys 1 - San Lorenzo 3

23 de julio
- Huracán 4 - Chacarita Juniors 1
- Estudiantes (LP) 4 - Racing Club 0
- Platense 5 - Lanús 2
- Independiente 1 - Vélez Sarsfield 1
- Banfield 0 - River Plate 3
- Boca Juniors 3 - Rosario Central 2
- Atlanta 2 - Ferro 2

Fecha 15
30 de julio
- Racing Club 1 - Boca Juniors 1
- Lanús 1 - Banfield 1
- San Lorenzo 1 - Independiente 1
- River Plate 1 - Newell's Old Boys 0
- Chacarita Juniors 2 - Atlanta 2
- Ferro 2 - Estudiantes (LP) 2
- Rosario Central 3 - Platense 1
- Vélez Sarsfield 1 - Huracán 3

Fecha 16
6 de agosto
- Ferro 0 - Boca Juniors 2
- Rosario Central 4 - Lanús 1
- River Plate 4 - Independiente 4
- Vélez Sarsfield 3 - Atlanta 3
- San Lorenzo 2 - Huracán 2
- Chacarita Juniors 2 - Estudiantes (LP) 2
- Racing Club 3 - Platense 0
- Banfield 0 - Newell's Old Boys 2

Fecha 17
13 de agosto
- Boca Juniors 6 - Chacarita Juniors 2
- Huracán 4 - River Plate 1
- Estudiantes (LP) 3 - Vélez Sarsfield 1
- Platense 3 - Ferro 0
- Rosario Central 1 - Racing Club 2
- Lanús 3 - Newell's Old Boys 2
- Independiente 7 - Banfield 0
- Atlanta 2 - San Lorenzo 0

Fecha 18
20 de agosto
- Vélez Sarsfield 1 - Boca Juniors 4
- River Plate 4 - Atlanta 2
- Newell's Old Boys 2 - Independiente 0
- Ferro 0 - Rosario Central 0
- San Lorenzo 1 - Estudiantes (LP) 5
- Chacarita Juniors 2 - Platense 1
- Banfield 1 - Huracán 3
- Racing Club 1 - Lanús 0

Fecha 19
27 de agosto
- Rosario Central 4 - Chacarita Juniors 0
- Boca Juniors 2 - San Lorenzo 1
- Racing Club 1 - Ferro 2
- Estudiantes (LP) 2 - River Plate 3
- Platense 3 - Vélez Sarsfield 2
- Lanús 2 - Independiente 4
- Huracán 5 - Newell's Old Boys 3
- Atlanta 3 - Banfield 3

Fecha 20
3 de septiembre
- River Plate 0 - Boca Juniors 1
- Ferro 2 - Lanús 0
- Chacarita Juniors 0 - Racing Club 0
- Banfield 1 - Estudiantes (LP) 1
- Vélez Sarsfield 3 - Rosario Central 0
- Newell's Old Boys 2 - Atlanta 4
- San Lorenzo 1 - Platense 1
- Independiente 0 - Huracán 2

Fecha 21
10 de septiembre
- Rosario Central 2 - San Lorenzo 2
- Boca Juniors 4 - Banfield 0
- Platense 2 - River Plate 3
- Racing Club 4 - Vélez Sarsfield 2
- Ferro 3 - Chacarita Juniors 1
- Estudiantes (LP) 1 - Newell's Old Boys 0
- Lanús 2 - Huracán 3
- Atlanta 0 - Independiente 0

Fecha 22
17 de septiembre
- Newell's Old Boys 4 - Boca Juniors 4
- Chacarita Juniors 3 - Lanús 1
- River Plate 0 - Rosario Central 0
- San Lorenzo 0 - Racing Club 0
- Huracán 2 - Atlanta 2
- Independiente 0 - Estudiantes (LP) 2
- Banfield 1 - Platense 1
- Vélez Sarsfield 2 - Ferro 1

Fecha 23
24 de septiembre
- Boca Juniors 2 - Independiente 2
- Racing Club 3 - River Plate 1
- Chacarita Juniors 1 - Vélez Sarsfield 1
- Rosario Central 2 - Banfield 2
- Ferro 2 - San Lorenzo 3
- Platense 4 - Newell's Old Boys 2
- Lanús 0 - Atlanta 4
- Estudiantes (LP) 3 - Huracán 1

Fecha 24
8 de octubre
- Huracán 2 - Boca Juniors 4
- Newell's Old Boys 1 - Rosario Central 1
- River Plate 2 - Ferro 2
- Vélez Sarsfield 1 - Lanús 1
- San Lorenzo 4 - Chacarita Juniors 2
- Banfield 2 - Racing Club 4
- Independiente 5 - Platense 3
- Atlanta 3 - Estudiantes (LP) 2

Fecha 25
22 de octubre
- Ferro 2 - Banfield 4
- Platense 3 - Huracán 1
- Boca Juniors 2 - Atlanta 0
- Chacarita Juniors 0 - River Plate 0
- Racing Club 3 - Newell's Old Boys 1
- Vélez Sarsfield 2 - San Lorenzo 0
- Lanús 1 - Estudiantes (LP) 1

27 de octubre
- Rosario Central 4 - Independiente 1

Fecha 26
29 de octubre
- Estudiantes (LP) 2 - Boca Juniors 1
- Independiente 1 - Racing Club 0
- Newell's Old Boys 3 - Ferro 1
- River Plate 3 - Vélez Sarsfield 0
- Atlanta 1 - Platense 2
- Huracán 4 - Rosario Central 1
- Banfield 1 - Chacarita Juniors 1
- San Lorenzo 4 - Lanús 0

Fecha 27
5 de noviembre
- Lanús 1 - Boca Juniors 4
- Vélez Sarsfield 3 - Banfield 1
- San Lorenzo 2 - River Plate 2
- Chacarita Juniors 1 - Newell's Old Boys 1
- Racing Club 1 - Huracán 0
- Rosario Central 2 - Atlanta 1
- Ferro 2 - Independiente 1
- Platense 0 - Estudiantes (LP) 2

Fecha 28
12 de noviembre
- Boca Juniors 2 - Platense 2
- Estudiantes (LP) 3 - Rosario Central 1
- River Plate 2 - Lanús 0
- Banfield 1 - San Lorenzo 1
- Huracán 1 - Ferro 3
- Independiente 3 - Chacarita Juniors 1
- Newell's Old Boys 3 - Vélez Sarsfield 2
- Atlanta 5 - Racing Club 2

Fecha 29
18 de noviembre
- Racing Club 6 - Estudiantes (LP) 4

19 de noviembre
- Rosario Central 2 - Boca Juniors 2
- Vélez Sarsfield 0 - Independiente 1
- River Plate 5 - Banfield 4
- San Lorenzo 2 - Newell's Old Boys 1
- Lanús 3 - Platense 1

22 de noviembre
- Chacarita Juniors 6 - Huracán 3

23 de noviembre
- Ferro 3 - Atlanta 3

Fecha 30
25 de noviembre
- Estudiantes (LP) 5 - Ferro 0

26 de noviembre
- Boca Juniors 3 - Racing Club 0
- Newell's Old Boys 3 - River Plate 5
- Independiente 0 - San Lorenzo 0
- Banfield 3 - Lanús 1
- Platense 7 - Rosario Central 3
- Huracán 2 - Vélez Sarsfield 4
- Atlanta 7 - Chacarita Juniors 2

## Goleadores
| Jugador              | Jugador              | Goles | Equipo           |
| -------------------- | -------------------- | ----- | ---------------- |
| Bandera de Paraguay  | Atilio Mellone       | 26    | Huracán          |
| Bandera de Argentina | Ángel Labruna        | 25    | River Plate      |
| Bandera de Argentina | Luciano Agnolín      | 21    | Atlanta          |
| Bandera de Argentina | Rinaldo Martino      | 21    | San Lorenzo      |
| Bandera de Argentina | Rubén Bravo          | 19    | Rosario Central  |
| Bandera de Argentina | Roberto D'Alessandro | 19    | Racing Club      |
| Bandera de Argentina | Ricardo Infante      | 19    | Estudiantes (LP) |

## Copas nacionales
Durante la temporada se jugó también la primera edición de la Copa de Competencia Británica, ganada por el Club Atlético Huracán. 
Al finalizar la misma, se disputó la Copa Adrián C. Escobar 1944, cuyo ganador fue el Club Estudiantes de La Plata.
Se jugó también la segunda edición del Campeonato de la República, Copa "General de División Pedro Pablo Ramírez", obtenida por el Club Atlético San Martín de Tucumán, en la final jugada el 4 de marzo de 1945 frente al Club Atlético Newell's Old Boys.
Por otra parte, el 23 de marzo de 1947 se disputó la final de la edición 1944 de la Copa Dr. Carlos Ibarguren, obtenida por Boca Juniors, que le ganó al equipo representativo mixto Federación Tucumana / Liga Cultural de Tucumán.